# 尤靈 (內布拉斯加州)
尤靈（英語：Uehling）是位於美國內布拉斯加州道奇縣的村。

## 人口
根據2020年美國人口普查的數據，尤靈的面積為0.58平方千米，皆為陸地。當地共有人口241人，而人口密度為每平方千米416人。